# Clairmont (Alberta)
Pour les articles homonymes, voir Clairmont.
Clairmont est un hameau situé dans la province d'Alberta, dans le centre-ouest.